# Bill Hewitt
William Severlyn Hewitt (ur. 8 sierpnia 1944 w Cambridge) – amerykański koszykarz, występujący na pozycji skrzydłowego.

## Osiągnięcia
NCAA
- 2-krotnie zaliczony do I składu All-AAWU (1967, 1968)

NBA
- Finalista NBA (1969)[1]
- Wybrany do I składu debiutantów All-NBA (1969)[2]